# Чемпіонат світу з хокею із шайбою 2004 (дивізіон III)
Чемпіонат світу з хокею із шайбою 2004 (дивізіон III) — чемпіонат світу з хокею із шайбою, який проходив в період з 16 березня по 21 березня 2004 року у Рейк'явіку (Ісландія).

## Результати
| 16 березня 16:00 | Ірландія  | 3-8 (2-2,1-4,0-2)    | Мексика   |
| 16 березня 20:00 | Туреччина | 5-7 (2-5,1-1,2-1)    | Ісландія  |
| 17 березня 20:00 | Вірменія  | 1-15 (1-3,0-5,0-7)   | Ірландія  |
| 18 березня 16:30 | Мексика   | 2-3 (0-1,1-0,1-2)    | Туреччина |
| 18 березня 20:00 | Ісландія  | 30-0 (13-0,13-0,4-0) | Вірменія  |
| 19 березня 20:00 | Ірландія  | 1-7 (1-1,0-6,0-0)    | Ісландія  |
| 20 березня 16:30 | Туреччина | 7-4 (2-1,4-0,1-3)    | Ірландія  |
| 20 березня 20:00 | Мексика   | 17-0 (3-0,9-0,5-0)   | Вірменія  |
| 21 березня 16:30 | Вірменія  | 1-11 (0-7,1-3,0-1)   | Туреччина |
| 21 березня 20:00 | Ісландія  | 2-2 (1-1,0-0,1-1)    | Мексика   |

## Таблиця
| Збірна       | М | В | Н | П | Ш     | О |
| ------------ | - | - | - | - | ----- | - |
| 1. Ісландія  | 4 | 3 | 1 | 0 | 46-8  | 7 |
| 2. Туреччина | 4 | 3 | 0 | 1 | 26-14 | 6 |
| 3. Мексика   | 4 | 2 | 1 | 1 | 29-8  | 5 |
| 4. Ірландія  | 4 | 1 | 0 | 3 | 23-23 | 2 |
| 5. Вірменія  | 4 | 0 | 0 | 4 | 2-73  | 0 |